# Custom Robo Arena
Custom Robo Arena, conocido en Japón como Gekitō! Custom Robo (激闘!カスタムロボ Gekitō! Kasutamu Robo?, lit. "¡Tiembla! Custom Robo"), es un videojuego de ciencia ficción y acción RPG para la Nintendo DS. Es el quinto y más reciente título de la saga Custom Robo. Aún se desconoce si este es o no el último título de la saga. El juego fue anunciado el 9 de mayo de 2006 en la convención E3, y fue lanzado en Japón el 19 de octubre de 2006 y posteriormente en Norteamérica el 19 de marzo de 2007. Luego, el 25 de mayo de 2007, se convirtió en el primer y único juego Custom Robo en ser lanzado en Europa, y el 20 de septiembre de 2007 se convirtió también en el primer y único título de la saga en ser lanzado en Australia.
En el juego, el jugador participa en torneos Custom Robo e intenta ganar dinero para comprar partes para mejorar sus Custom Robos. Este juego es el primero de la saga Custom Robo en incluir capacidad multijugador de dos jugadores a través de la Nintendo Wi-Fi Connection, incluyendo conversaciones de voz, Multi-Card Play y DS Download Play. Custom Robo Arena también ve el regreso de las listas de "rivales", una característica antes vista en Metroid Prime Hunters. La pantalla táctil de la DS es utilizada para seleccionar partes para los Custom Robos, como también para limipiarlos cuando se ensucian.
Una de las nuevas características del juego es la capacidad entregada al jugador de hacer posar a su Custom Robo en un "diorama", los que pueden ser comprados en una tienda de dioramas. Los dioramas permiten al Custom Robo posar en un fondo; esta pose es mostrada a los oponentes antes de comenzar una batalla Wi-Fi. Una característica única de la versión de DS es la capacidad de ejecutar la habilidad "Carga Áurea", la que hace que los Custom Robos sean más poderosos y se vuelvan dorados por un corto período. Después de esto el Custom Robo se ensucia, causando una disminución de su rendimiento.

## Sistema de juego
El sistema de batalla de Custom Robo Arena es muy similar al de la versión de Nintendo GameCube, como también al de los juegos Custom Robo 3D anteriores. Las batallas comienzan con el Custom Robo del jugador siendo lanzado por un Robocannon que es controlado por las flechas de dirección del mando. Existen seis maneras en las que un Custom Robo puede aterrizar luego de ser lanzado por un Robolanzadera.
En las batallas Custom Robo, el objetivo es reducir los puntos de energía del oponente de 1000 a 0 al usar distintos Custom Robos, armas, bombas y otros ataques. Los Custom Robos se ordenan en grupos que son similares a sus habilidades.
Existen dos vistas dentro de una batalla. La vista normal es la vista en la que la cámara permite al jugador ver a ambos Custom Robos. La vista trasera es la vista en la que el jugador puede ver la parte trasera de su Custom Robo. Se pueden cambiar las vistas al presionar el botón Select durante una batalla.
La barra de resistencia se encuentra sobre los puntos de energía del jugador. Una vez que está barra se acaba, el Custom Robo del jugador queda "derribado", lo que significa que permanecerá caído por algunos segundos. Luego de que se levanta, el Custom Robo entra al modo "renacimiento", donde permanece invencible por 3 segundos.
Si el jugador pierde más de 3 veces la misma batalla, el juego ofrece la opción de reducir la energía inicial del oponente, haciendo más fácil la batalla. Si el jugador sigue perdiendo, el grado de ventaja ofrecido se incrementa. Cada victoria incrementa el medidor de "Carga Áurea" del jugador, y una vez que está lleno se puede utilizar la pantalla táctil para controlar la habilidad. "Carga Áurea" hará que el jugador sea más fuerte hasta que el medidor se vacíe, y posteriormente hará que el Custom Robo se ensucie por un breve período, haciéndolo más lento.
El objetivo principal del juego es finalizar la historia tras coleccionar cada uno de los Custom Robos, las partes para batalla y otras cosas útiles para el jugador, mientras se gana cada batalla que hace al jugador avanzar dentro de la historia.

## Recepción
- EGM - Milkman 7.5/10 - A.Fitch 8.0/10 - Brooks 8.0/10
- X-Play - 4/5
- GameSpot - 7.9/10
- GameTrailers - 7.7/10
- Nintendo Power - 7.5/10

## Otras apariciones
- Ray Mk III, el más reciente modelo de la serie Ray, aparece como Assist Trophy en el videojuego de Wii Super Smash Bros. Brawl.